# Bernhard Loose
Bernhard Loose (* 16. Mai 1836 in Bremen; † 31. Mai 1902 Bremen) war ein deutscher Bankier und Mitglied der Bremischen Bürgerschaft.

## Biografie
Loose war der Sohn eines Bauern. Er erlernte den Beruf eines Maklers. Sein Büro in Bremen war zunächst im Haus Contrescarpe 191, dann ab 1871 im Börsennebengebäude. Die Firma Bernhard Loose & Co. war nun ein Geldmaklergeschäft. 1889 wurden die Häuser Domshof 29 (hier steht seit 1972 ein Neubau der Bremer Landesbank) und Liebfrauenkirchhof 2/3 erworben und nach Plänen von Carl Bollmann 1890 ein Neubau für die Bank von Loose und für andere Handelsfirmen errichtet. 1911 erwarb das Bankhaus Loose auch die Häuser Domshof 26 bis 28.

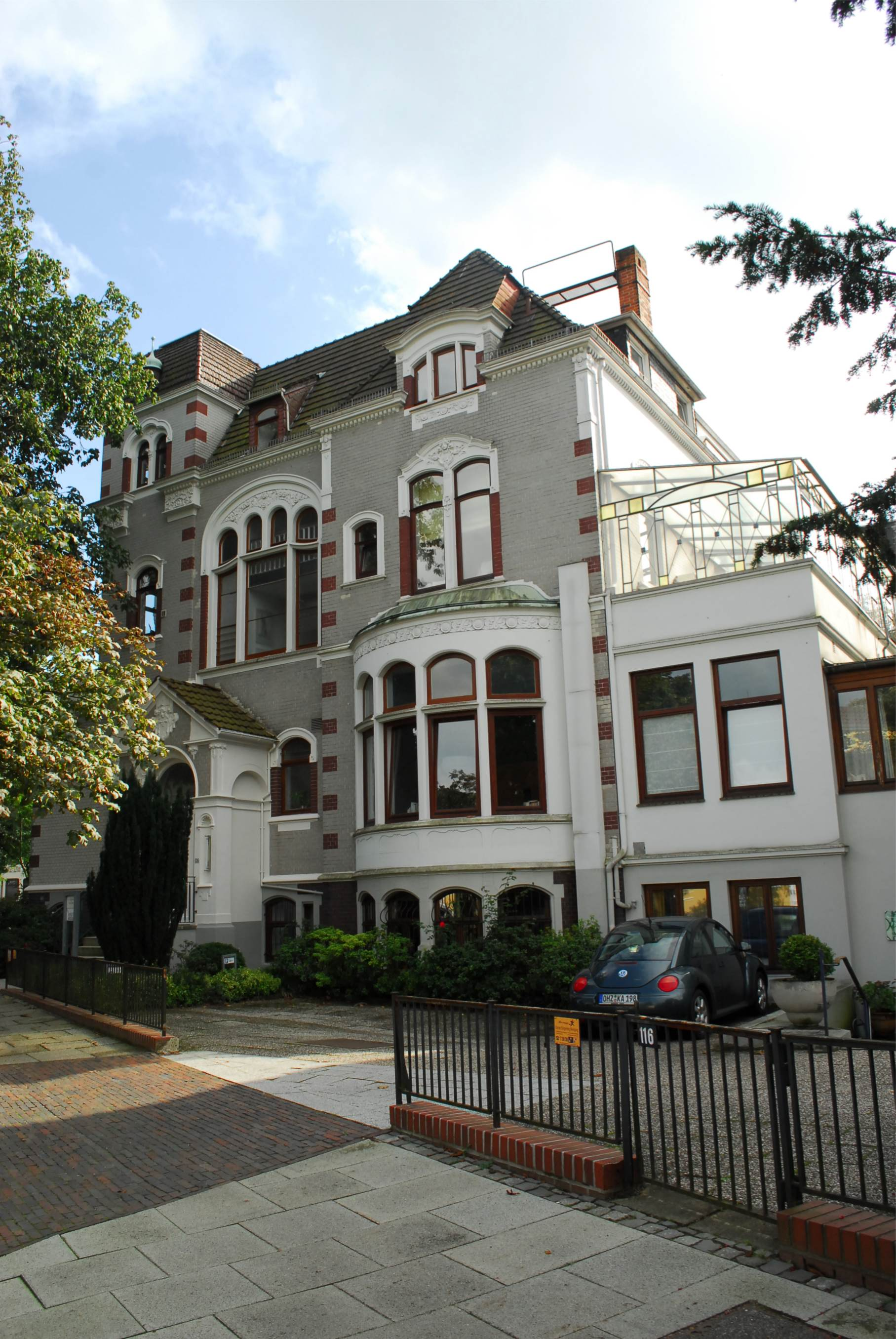
Haus Loose, Parkstraße 116

Das Bankhaus Loose war 1888 beteiligt an der Gründung der Jute-Spinnerei und Weberei Bremen durch Albert Haasemann. Es finanzierte 1895 die Hälfte des Gründungskapitals der Bremen-Vegesacker Fischerei-Gesellschaft, Loose wurde Vorsitzender des Aufsichtsrats.
Loose erweiterte 1861 das Haus Tannenberg, Landhaus Loose, das er bis 1881 besaß. Er baute ab 1902 in Bremen-Schwachhausen, auf dem Grundstück Parkstraße 116 / Slevogtstraße 60, das Haus Loose am Kaiser-Friedrich-Platz.
Nach Losses Tod übernahm die Bank für Handel und Industrie (Darmstädter Bank) das Bankhaus Loose, die 1922 durch Fusion auf die Darmstädter und Nationalbank (Danat-Bank) überging, die ihrerseits 1931 durch den Konkurs der Norddeutschen Wollkämmerei & Kammgarnspinnerei ebenfalls zahlungsunfähig wurde.
Loose stiftete das an Helmuth von Moltke erinnernde Bremer Moltke-Denkmal, das 1909 nach den Entwürfen des Berliner Architekten Heinrich Jennen (1872–1920) und des Münchner Bildhauers Hermann Hahn an der Liebfrauenkirche entstand.